# 倫敦 (明尼蘇達州)
倫敦（英語：London）是位於美國明尼蘇達州弗里伯恩縣倫敦鎮區的一個非建制地區。

## 歷史
倫敦於1900年成立，其郵局於1996年停運。此地得名自康乃狄克州的新倫敦。

## 地理
倫敦所處的海拔為高於海平面364米（即1194英呎），而該地所採用的時區為UTC-6，即北美中部時區（CST）。同時該地設有夏令時間，為UTC-6調快一小時，即UTC-5（CDT）。